# 長巻

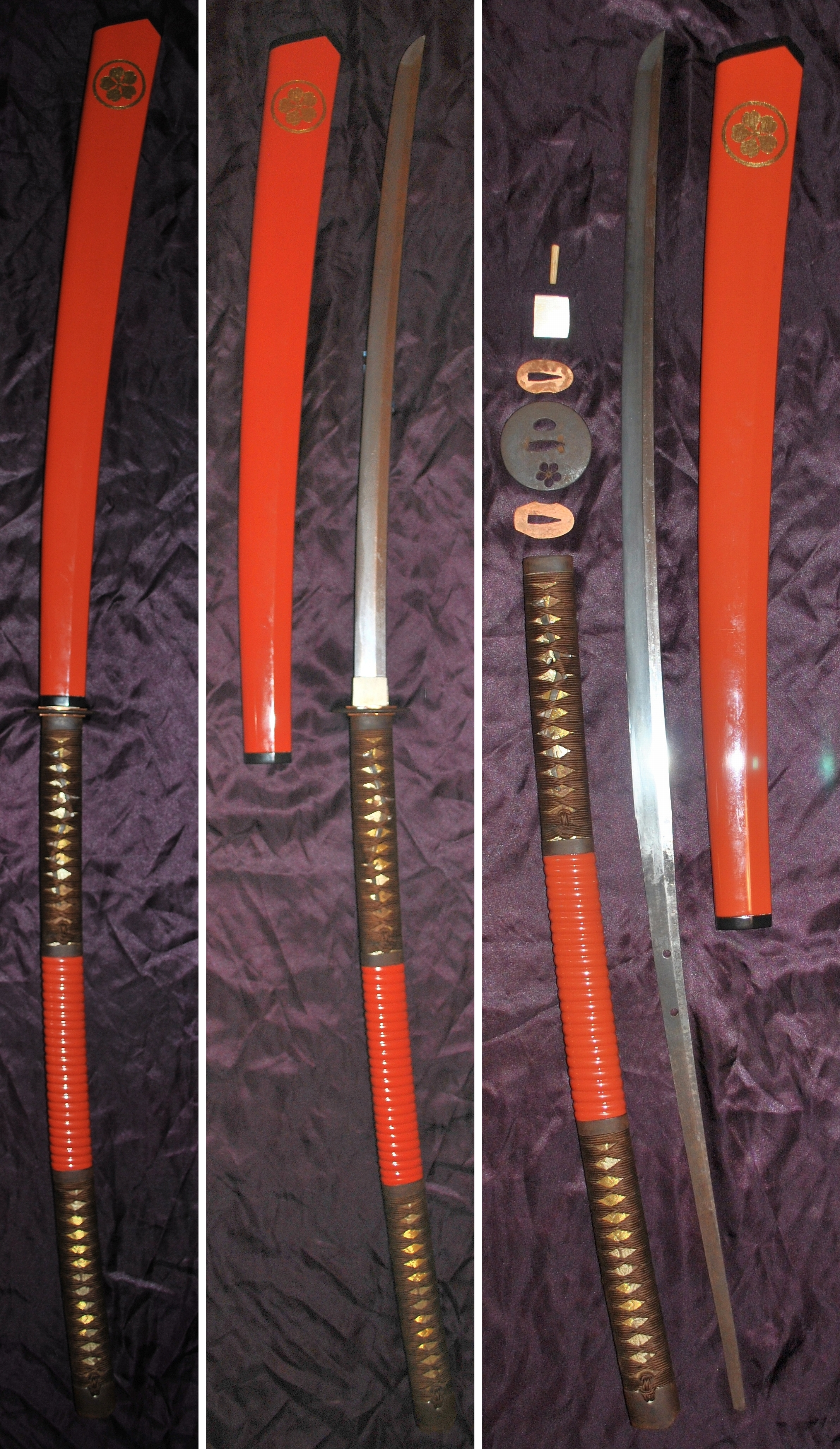
朱塗鞘、朱塗藤巻柄の長巻

長巻（ながまき）は刀剣の一種で、大太刀から発展した武具である。
研究者や資料によっては「薙刀（長刀）」と同一、もしくは同様のものとされていることもあるが、薙刀は長い柄の先に「斬る」ことに主眼を置いた刀身を持つ「長柄武器」であるのに比べ、長巻は大太刀を振るい易くすることを目的に発展した「刀」であり、刀剣のカテゴリーに分類される武器である。

## 概要
鎌倉時代になり武士が社会の主導権を握るようになると、武人として剛漢であることを誇るために、三尺（約90cm）を超える長大な刀身をもった太刀が造られるようになり、これらは「大太刀」「野太刀」と称されるようになった。こうした長大な太刀は腕力のある者にこぞって使われたが、たとえ腕力と体力に溢れた者であっても、長大な分非常に重く扱い辛いため、それまでの太刀の拵えと同じ形状の柄では扱いにくいものであった。そのため、「野太刀」として使われるに従って柄は次第に長くなり、より振り回し易いように刀身の鍔元から中程の部分に太糸や革紐を巻き締めたものが作られるようになった。このように改装した野太刀は「中巻野太刀（なかまきのだち）」と呼ばれ、単に「中巻（なかまき）」とも呼ばれた。これら「中巻」は、小柄であったり非力であったりと大太刀を存分に振ることの難しい者でも用いることが出来、通常の刀よりも威力が大きく、振る、薙ぐ、突くと幅広く使える為に広く普及した。
やがて野太刀をわざわざ改装するのではなく、最初からある程度の長さを持った刀身に長さの同じもしくは多少長い柄を付けたものが造られるようになり、長い柄に刀と同じように柄巻を施したことから「長巻拵えの野太刀」、「長巻野太刀」となり、単に「長巻」の名で呼ばれるようになった。室町時代に登場し、戦国時代に大いに使われた武器である。
西洋の両手剣にも同様の改良が行われたものが見られ、ドイツの長剣であるツヴァイヘンダーの「リカッソ」（刀身巻き革）が代表的である。

## 歴史
長巻は南北朝時代に発生し、室町時代と戦国時代と安土桃山時代に流行した。『富樫記』には大太刀を“中巻野太刀”として用いる方法が記されている。『太閤記』では秀吉や信長が好んで使わせたと有り、『見聞雑録』では槍を上手く扱えない雑兵に与えられたと記載されている。また上杉の長巻隊や、馬の御払いなどが知られる。
徳川幕府が成立すると、刀身長三尺以上の刀は「刀」ではなく「戦道具」として士分であっても個人で所有することは基本的に禁じられた。そのため、当事現存していたものの多くは茎を短く詰めて摺り上げられ「長巻直し（ながまきなおし）」（後述）とされ、中には刀身の長さは変えられぬまま茎だけを詰めて「長巻直しの大太刀」として寺社に奉納、もしくは徳川家を初めとした大名家に献上された、という、一種の先祖還りを遂げたものもあった。

## 形状
一般的なものは全体は六 - 七尺（180 - 210cm）刀身三尺前後、柄は三 - 四尺（90 - 120cm）といったもので、「大長巻（おおながまき）」と呼ばれる更に長大なものも存在したことが記録等から窺われている。

### 刀身
「中巻野太刀」として野太刀から改装された当初は刀身の形状は大太刀（野太刀）と全く同一であるが、やがて後に最初から「長巻」として作られるようになったものは、大太刀に比べて更に身幅（刀身の縦幅）が広く重ね（刀身の厚み）厚く、大切先となっており、薙刀に似た「冠落造り（かんむりおとしづくり）」もしくは「菖蒲造り（しょうぶつくり）」の刀身形状を持ち、茎も一尺（約30cm）を超える、刀身に匹敵する長さのものとなっている。
銘は「中巻野太刀」及び「中巻」は当然ながら太刀銘に切られ、「長巻」は初期のものは太刀銘に、後期のものは刀銘に切られているものがほとんどであるが、いずれも例外が存在しており、無銘のものも多い。
薙刀との違いは、「樋」を掻いているものは少なく、反りが「先反り」ではなく「鳥居反り（中反り）」もしくは無反りに近いものであること、なによりその派生経緯から薙刀に比べて刀身長が二尺半ば（おおよそ約75cm）を超えるものが通例であり、全般的に刀身が長大なことである（薙刀にも「大薙刀」と呼ばれる長大な刀身を持つものは存在する）。
※刀身形状等の説明については「日本刀#日本刀の種類」を参照のこと）

### 拵え（装具）
「太刀」より発展したものであり、基本形として「刀」であるため、刀身には鎺（はばき）と切羽、鍔が付く。鍔に関しては非常に大型のものがある反面、喰出鍔（はみだしつば）と呼ばれる非常に小さなものもあり、実用本位の無地のものだけではなく透かし彫りや浮き彫りを施した精巧なものも用いられている。柄縁や柄頭といった拵金具も太刀用のものがそのまま使われているが、「中巻野太刀」となって以降のものには太刀型柄頭に付く「猿手」や「手貫緒」は省かれているのが通常となっているようである。また、「目貫（金具)」は「長巻」として確立された時期以降のものには付けられていない。「柄頭」も、「長巻」としての様式が確立された後のものの多くには石突（いしづき）が用いられており、石突は槍用の先尖形ではなく、薙刀用の半月形をした「斬り付ける」用途に向いた形状をしているものがほとんどである。
「長巻」の名の由来通り柄は鍔元から柄頭まで糸や革で巻き締められており、現代に当時のまま伝わっている拵えでは、木の柄に金属を巻き付け（蛭巻と呼ぶ）て漆で塗り固めたものや、単純に木の柄に黒漆を塗っただけのものも存在する。また、糸や革、藤で巻き締めた上に漆で塗り固めているものもあり、三尺の長い柄の全体に鮫皮を巻いて漆を塗り込めた上で研ぎ出した高級品も存在が確認されている。長巻は足軽の使うものから武将の用いるものまで幅広く存在したことから、簡素なものから豪奢なものまで多種多様の拵えがあったことが伺われる。

## 長巻直し
長巻を基にして刀に造り変えたもので、特に江戸時代に入ってから「長巻（き）直し（ながまきなおし）」として多く造られた。
基となったものをどう造り変えたかにより、刃渡り三尺（約90cm）の「大太刀」から二尺（約60cm）以下の「脇差」まで様々なものがあるが、前述のように江戸時代以降には個人で三尺以上の「大太刀」を所有することはできないため、ほとんどは刀身長二尺八寸（約85cm）以下の「打刀」ないしは「太刀」に作り変えられたとされている。基となった長巻の刀身形状から、鳥居反り（中反り）もしくはほとんど反りを持たない「無反り」で「鵜の首造り」もしくは「冠落造り」の刀身形状になっているものが多い。
同じように薙刀を刀に造り替えた「薙刀直し」と呼ばれる刀の様式があるが、「長巻直し」とされたものは切っ先に「鋩子」と「横手」があることが相違点であり、元々「鋩子」と「横手」のないものであっても、横手を引き、切先をナルメて鋩子を造り、鎬造りの刀の如く仕上げてあるのが特徴である。
長巻は実際に実戦で用いられてその威力を示したものが多く、また質の低い数打ち物（大量生産の粗悪品）をわざわざ刀に直す手間を掛ける者もない、ということから「長巻直しに鈍刀なし（ながまきなおしになまくらなし）」と謳われ、実際に現存する「長巻直しの刀」には優品も多い。後述の「長巻直し造り」はこの謳いにあやかって作刀されたものとも考察されている。

### 長巻直し造り
長巻を造り変えて「刀」としたものではなく、作刀時から長巻直しであるかのような形状として造られた刀もあり、それらは「長巻直し造り（ながまきなおしつくり）」と呼ばれる。
ただし、長巻と薙刀の区分が明確に定義されていないこともあり、「薙刀直し造り」のものを指して「長巻直し造り」と呼ばれていることも多い。一応の定義としては、前述のように「鋩子」と「横手」の有無で分ける、とされる。
長巻直し、長巻直し造り共に、拵は通常の打刀拵とされているものがほとんどであるが、稀に、柄巻を柄の半分にのみ施し、残りを藤巻や紐巻としたり、薙刀用の縁金具や筒金を用いるなどして、長巻や薙刀の柄を切り縮めたかのようなものとして仕立てられている変わり拵があり、これらを「長巻造の拵」「薙刀造の拵」と呼ぶことがあるが、呼称としては一般的ではない。

## 実用

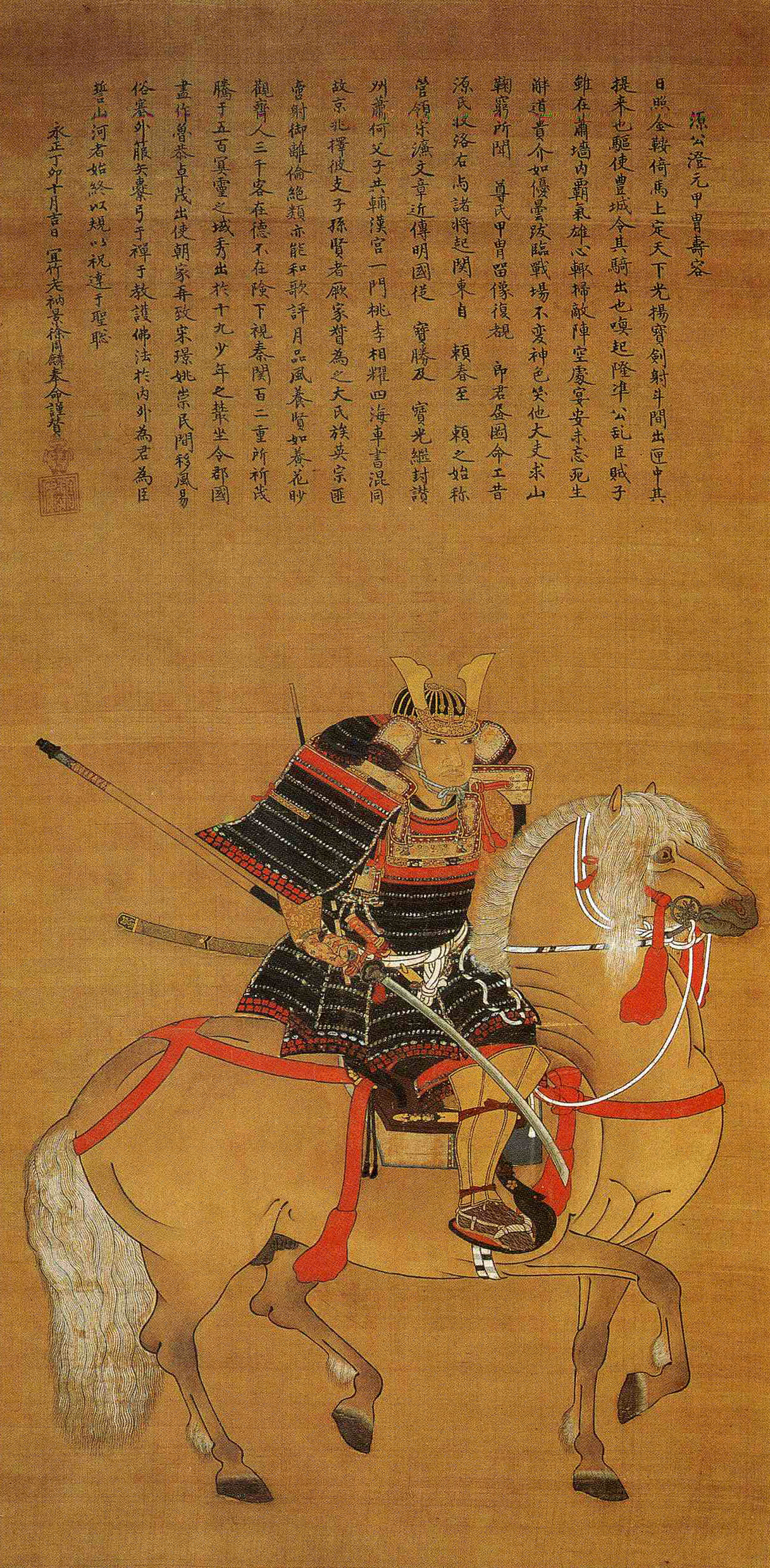
狩野元信筆『細川澄元像』（重要文化財、永青文庫所蔵）。細川澄元は馬上で長巻を携え、斬撃戦に備えている。

槍と並び、戦場では重視された武器である。武士の振るう武器が薙刀や野太刀から、槍に移ると、高い威力を持つ武器として徒歩兵にも騎馬武者にも用いられるようになった。室町時代には薙刀と並んで主力武器であり、戦国時代には「槍が使えないなら長巻を使え」という言が残されている。つまり戦国時代には槍や薙刀などの長柄の補助武器として使われた。戦国時代の織田軍では、槍などの長柄組の後に長巻を持った中間が、大将の馬廻りとして隊列を組んだ。
その重量と刀身長を生かし、一振りで相手の腕を切り落とし、鎧の上からでも相手の骨を折ることができたという。また、長巻も野太刀も薙刀も人馬の脚を狙って「払う」ことに用いられたことで知られる。そのため薙刀と野太刀と長巻は打刀や太刀とは性質の異なる武器として認識すべきであろう。「突く」が基本の槍とは対照的に、「斬る」動作を主に用いる武器であった。
長巻の柄はあくまでも刀の「柄」であるため、薙刀や槍のように石突を使った攻撃は出来ない。長巻は一般的な槍や薙刀と比べて刀身の部分が長く、全体の重量バランスが刀身側に偏っているため、必然的に重く、端を握って大きく振りかぶったり振り回したりするという使い方は出来ない。そのため、槍や薙刀の操法が棒術と同じく長さを活かしたものであるのに対して、長巻は柄の長さを間合いの長さとしては活かしていない。全体の長さを間合いの優位として活かすことは難しい（ほぼ不可能）武器である。
武器としての長巻の操方は「長巻術」として継承され、木刀にも長巻の形状に倣ったものは存在しているが、薙刀術ほどには一般的ではない。
難点は大太刀ほどではないにせよ、扱いづらいことである。柄が長いため太刀のように自在に扱うには、相当に慣れが必要である。戦場では徒歩兵だけではなく騎馬武者にも用いられたが、慣れないと振り回した刃で自分の馬を傷つけてしまう危険もあった。
長巻は南北朝時代と室町時代と戦国時代と安土桃山時代に特に盛んに利用された。

## 流派
長巻の武器としての発展過程とは異なり、長巻を扱う武術である長巻術は、剣術系の技法ではなく、薙刀術系の技法で構成されている。また、江戸時代に成立した長巻術の中には、薙刀術と混同している流派もあった。
- 新当流（六尺流）
- 宮流

## 薙刀（長刀）との区別について
「長巻」と「薙刀（長刀）」の差異については、「刀」に比べて研究が進んでおらず刀剣分類上の区別が明確に区分されていないこともあり、“同一のもの”として扱われることも多く、銃刀法では「なぎなた」の分類区分はあるが「長巻」の分類区分はない（「長巻」とされているものでも通常は登録上「なぎなた」として記載される）。
文献から長巻が薙刀（長刀）とは発祥の異なる別種の武具であることは確かであるが、「長巻」の定義は学術的には確立していない。
慣例ではあるが、第一の識別点としては刀身に「横手」のあるものは「長巻」、ないものは「薙刀（長刀）」、拵えが付随している場合は柄が太く柄巻があり刀身長と同じ程度のものが「長巻拵」、柄が比較的細めで柄に糸巻や革巻を施さず、蛭巻や藤巻が施されてはいても全面に渡っておらず、長さが刀身長よりも遥かに長いものが「薙刀（長刀）拵」とされているが、「薙刀直し」「長巻直し」も含め、刀身形状、拵の形状共に明確な区分定義はなく、各人の是とする説や定義に拠っているのが現状である。
なお、日本における刀剣研究の権威である佐藤寒山、本間薫山両氏の研究を基にした「寒山派」および「薫山派」の刀剣分類では「長巻と薙刀は基本的に同じものであり、両者の区分は「拵に拠るもの」（長巻拵というものがあるのであって、長巻という刀剣の分類はしない）であり、刀身に拠るものではない」としている。

## 現存する長巻
東金砂神社の長巻
東金砂神社（茨城県常陸太田市天下野町）が所蔵。全長140cm、刃渡り69.5cm。市有形文化財。

上杉神社の長巻
上杉神社（山形県米沢市）には上杉家で実際に用いられていたものが複数現存している。
- 黒漆塗蛭巻柄長巻 伝 片山一文字

刃長3尺1分6寸（約95.7cm）
- 黒漆塗蛭巻柄長巻 伝 片山一文字

刃長3尺8分（約93.6cm）
- 黒漆塗蛭巻柄長巻 伝 則包

刃長2尺6寸5分（約80.3cm）